# John Paine (sportskytt)
John Bryant Paine, född 19 april 1870 i Boston, död 1 augusti 1951 i Weston, var en amerikansk sportskytt.
Paine blev olympisk guldmedaljör i militärrevolver vid sommarspelen 1896 i Aten.